# Gioacchino Busin
Gioacchino Busin, all'anagrafe Gioachino Busin (Falcade, 20 maggio 1930 – Canale d'Agordo, 28 aprile 2008), è stato un fondista italiano.

## Biografia
Nato nel 1930 a Falcade, in provincia di Belluno, a 25 anni ha partecipato ai Giochi olimpici di Cortina d'Ampezzo 1956, chiudendo 21º con il tempo di 3h21'05" nella 50 km.
Si è spento, dopo lunga malattia, nella sua casa di Pisoliva, frazione del comune di Canale d'Agordo (BL), nel 2008.